# Championnat du Maroc de football de deuxième division 2006-2007
Le Championnat du Maroc de football D2 2006-2007 est la 51e édition du championnat du Maroc de football D2. Elle oppose seize clubs regroupées au sein d'une poule unique où les équipes se rencontrent deux fois, à domicile et à l'extérieur. En fin de saison, les deux derniers sont relégués et remplacés par les deux meilleurs clubs de GNFA1, la troisième division marocaine. Mais en vérité se sont quatre clubs premiers de leur poules en troisième division qui s'affrontent lors de matchs barrages pour la montée.
C'est le club du FUS de Rabat qui remporte le championnat après avoir terminé en tête du classement, avec deux points d'avance sur le KAC de Kénitra. Les clubs montant en première division sont les deux premiers soit le FUS de Rabat et le KAC de Kénitra tandis que les clubs relégués en troisième division sont le Stade Marocain et la Renaissance de Berkane.
La meilleure attaque du championnat est celle du FUS de Rabat avec plus de 32 buts marqués tandis que la meilleure défense est encore celle du FUS de Rabat sans oublier celle du Rachad Bernoussi avec seulement 14 buts encaissés.

## Les clubs de l'édition 2006-07
| - Chabab Houara - Wafa Wydad - KAC de Kénitra - Youssoufia Berrechid |  | - Chabab Mohammédia - Union de Touarga - Stade Marocain - Tihad Témara |  | - Renaissance Berkane - Racing Casablanca - Union Sidi Kacem - Renaissance de Settat |  | - Rachad Bernoussi - Union Mohammédia - Hilal de Nador - FUS de Rabat |

## Compétition

### Classement
|     | Club                  | Points | J  | V  | N  | D  | BP | BC | Diff. |
| --- | --------------------- | ------ | -- | -- | -- | -- | -- | -- | ----- |
| 1er | FUS de Rabat          | 55     | 30 | 14 | 13 | 3  | 32 | 14 | +18   |
| 2e  | KAC de Kénitra        | 53     | 30 | 14 | 11 | 5  | 28 | 22 | +16   |
| 3e  | Chabab Houara         | 47     | 30 | 12 | 11 | 7  | 26 | 18 | +8    |
| 4e  | Union de Touarga      | 42     | 30 | 12 | 6  | 12 | 26 | 21 | +5    |
| 5e  | Rachad Bernoussi      | 41     | 30 | 8  | 17 | 5  | 22 | 14 | +8    |
| 6e  | Union Sidi Kacem      | 40     | 30 | 10 | 10 | 10 | 25 | 26 | -1    |
| 7e  | Union Mohammédia      | 38     | 30 | 9  | 11 | 10 | 22 | 25 | -3    |
| 8e  | Chabab Mohammédia     | 38     | 30 | 9  | 11 | 10 | 20 | 25 | -5    |
| 9e  | Tihad Témara          | 37     | 30 | 8  | 13 | 11 | 31 | 28 | +3    |
| 10e | Racing Casablanca     | 37     | 30 | 8  | 13 | 9  | 27 | 27 | 0     |
| 11e | Renaissance de Settat | 37     | 30 | 8  | 13 | 9  | 26 | 30 | -4    |
| 12e | Youssoufia Berrechid  | 36     | 30 | 8  | 12 | 10 | 19 | 23 | -4    |
| 13e | Wafa Wydad            | 33     | 30 | 9  | 6  | 15 | 26 | 37 | -11   |
| 14e | Hilal de Nador -1     | 32     | 30 | 7  | 12 | 11 | 19 | 29 | -10   |
| 15e | Stade Marocain        | 31     | 30 | 5  | 16 | 9  | 18 | 27 | -9    |
| 16e | Renaissance Berkane   | 28     | 30 | 5  | 13 | 12 | 22 | 33 | -11   |

## Classement des buteurs
| Place | Joueur            | Pays          | Club                | Buts |
| ----- | ----------------- | ------------- | ------------------- | ---- |
| 1er   | Tarik Merzouk     | Maroc         | KAC de Kénitra      | 13   |
| 2e    | Rachid Reggadi    | Maroc         | FUS de Rabat        | 7    |
| 2e    | Jacques Andersson | Côte d'Ivoire | KAC de Kénitra      | 7    |
| 3e    | El Berka          | Maroc         | Rachad Bernoussi    | 5    |
| 4e    | Khalid Bakhouch   | Maroc         | FUS de Rabat        | 4    |
| -     | Rachid Chettou    | Maroc         | Renaissance Berkane | 4    |
| -     | Touiza            | Maroc         | Union Sidi Kacem    | 4    |
| -     | Chiguer           | Maroc         | Union Mohammédia    | 4    |